# Reazione di Zincke-Suhl
La reazione di Zincke-Suhl è una reazione organica che coinvolge il para-cresolo come substrato, tetracloruro di carbonio come reagente/solvente e tricloruro di alluminio come catalizzatore. 
Il prodotto di reazione ottenuto è il 4-metil,4-triclorometilcicloesa-2,5-dienone.
Si tratta di un particolare caso di reazione di Friedel-Crafts descritta per la prima volta da T. Zincke e R. Suhl. 
Negli anni '50, il chimico Melvin S. Newman realizzò molteplici studi sulla reazione di Zincke-Suhl riportando procedure e studi meccanicistici.